# ماک ای. برازله
ماک ای. برازله (انگلیسی: Mack A. Breazeale؛ زاده ۱۵ اوت ۱۹۳۰ درگذشته ۱۴ سپتامبر ۲۰۰۹) یک فیزیک‌دان اهل ایالات متحده آمریکا بود.